# Axel Munthe
Axel Martin Fredrik Munthe (Oskarshamn, 31 d'octubre de 1857 - Estocolm, 11 de febrer de 1949) va ser un metge, psiquiatre i escriptor suec. Conegut bàsicament per una única obra, Boken om San Michele (La història de San Michele) (1929), un relat autobiogràfic de la seua vida i el seu treball.

## Biografia
Va nàixer a Oskarshamn, Suècia. A l'edat de divuit anys va visitar Capri, i va quedal colpit, fins al punt que va decidir que un dia hi residiria.
Va estudiar medicina a Uppsala i a París, on es va llicenciar l'any 1880. Va exercir la seua professió a Roma i a París, i l'any 1903 va esdevenir metge de la Casa Reial sueca.
Després de retirar-se de la vida pública, va viure a la vil·la San Michele, a l'illa de Capri. Va escriure La història de San Michele en els darrers anys de la seua vida, quan arran d'una malaltia als ulls es va veure obligat a tornar a Suècia.
Va fer donació de la vil·la San Michele a l'Estat Suec, i avui dia és gestionada per una fundació.

## Obres
- 1885 Från Napoli
- 1888 Små skizzer
- 1897 Memories and vagaries
- 1899 Letters from a mourning city
- 1909 Bref och skisser
- 1917 Red cross and iron cross
- 1918 For those who love music
- 1929 Boken om San Michele
- 1931 En gammal bok om människor och djur